# وای-فای

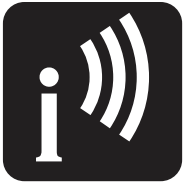
نماد وای-فای در پارک ملی نیویورک

وای-فای (به انگلیسی: Wi-Fi)، که توسط «اتحادیهٔ وای-فای (Wi-Fi Alliance)» ثبت شده و علامتی است که این اتحادیه به محصولاتی که مورد تأیید این اتحادیه جهت کار در شبکه محلی بی‌سیم تحت استاندارد IEEE۸۰۲٫۱۱ است، اعطا می‌کند.
با فناوری اتحادیهٔ «وای-فای» ارتباطی با قدرتی بیشتر از بلوتوث ایجاد می‌شود. ارتباط وای-فای بیشتر برای ارتباط با شبکهٔ اینترنت به‌صورت بی‌سیم به کار می‌رود و همین امر باعث محبوبیت بسیار زیاد آن گردیده و با استفاده از این فناوری به‌راحتی در مسافرت، هواپیما یا هتل می‌توان از طریق رایانهٔ همراه به اینترنت متصل شد.
وای-فای که همان استاندارد IEEE۸۰۲٫۱۱ است در مدل‌های ۸۰۲٫۱۱g و ۸۰۲٫۱۱b مورد استفاده قرار می‌گیرد و استاندارد اصلی آن IEEE802.11b است. در این مدل حداکثر سرعت انتقال داده‌ها ۱۱Mbps است و از فرکانس رادیویی ۲٫۴ گیگاهرتز استفاده می‌کند. برای سرعت بخشیدن به این استاندارد مدل دیگری نیز به نام ۸۰۲٫۱۱n ایجاد شده که سرعت انتقال را حداقل تا ۲۰۰Mbps افزایش می‌دهد. افزایش سرعت در ۸۰۲٫۱۱n به‌دلیل استفاده از سیستم‌های چند آنتنه (MIMO)، استفاده هم‌زمان از دو محدوده فرکانسی ۲٫۴ و ۵ گیگاهرتز، و برخی تکنیک‌های خاص در دسترسی محیط (Medium Access-MAC) است. برد وای-فای در حدود ۲۰ متر است. en:Wi-Fi
امروزه شخص برای استفاده از این نوع ارتباط بیشتر با موبایل و تبلت‌های خود که دارای این نوع خدمات است استفاده می‌کنند؛ البته اغلب لپ‌تاپ‌های امروزی نیز دارای آن هستند. کسانی که می‌خواهند این را بر روی رایانهٔ خود داشته باشند باید ابتدا یک مودم وای-فای را تهیه کنند. سپس با استفاده دانگِل وای‌فای که مانند یک سخت‌افزار بر سیستم او نصب می‌شود و توانایی دریافت و ارسال امواج را هم دارا می‌شود.

## تاریخچه نام

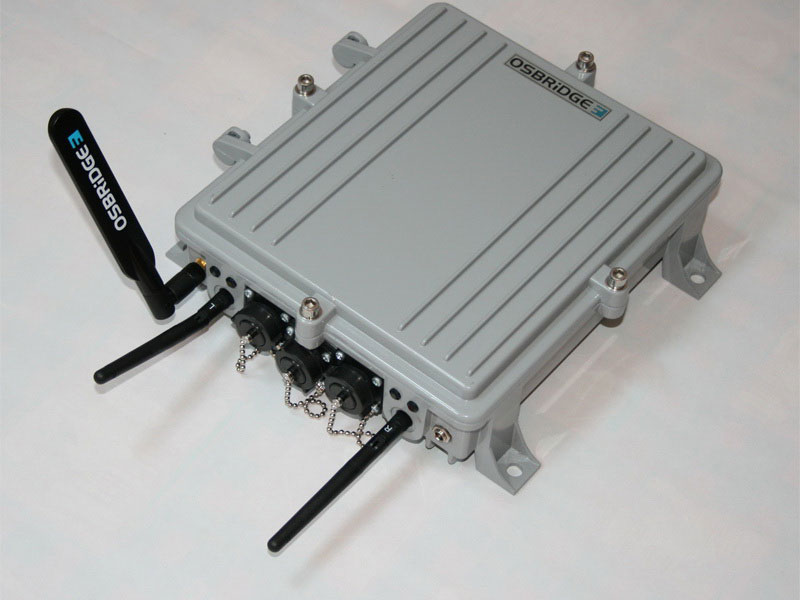
يك مودم پيشرفته

شرکت «وای فای» (امروزه مضافاً: اتحادیه وای فای) قصد دارد با آن به نام اختصاری معروف و قدیمی «HiFi» (به معنای وفاداری یا شباهت زیاد به اصل) تلویحاً اشاره کند تا در ذهن مصرف‌کننده مخفف عبارت «Wireless Fidelity» تداعی شود. نام اولیه و رسمی این فناوری WLAN (شبکه محلی بی‌سیم) است که مخفف جمله «Wireless Local Area Network» می‌باشد. این نام به مرور زمان و با تبلیغات قوی شرکت وای فای در سطح بازار کمتر استفاده می‌شود. «وای فای» برعکس «های فای» مخفف کلمات یک جمله نیست و برای خود یک لغت مستقل مصنوعی محسوب می‌شود.

## آخرین نسخه
وای-فای ۶ نسل جدید وای فای است که امکان اتصال به اینترنت را با کارایی و سرعت بیشتری فراهم می‌کند. حداکثر سرعت آن ۹٫۶ گیگابیت بر ثانیه است که بیشتر از نسل قبلی که ۳٫۵ گیگابیت بر ثانیه بود، می‌باشد. با این حال، احتمالاً این سرعت‌ها در استفاده Wifi در دنیای واقعی دست یافتنی نیست، چون سرعت معمول دانلود کمتر است. با این حال، حداکثر سرعت بالا بسیار مهم است چرا که می‌توان آن را بین چندین دستگاه در شبکه تقسیم کرد و مقدار بیشتری از سرعت را برای هر دستگاه فراهم کرد.
ویژگی‌های وای-فای ۶:
۱. وای فای ۶ عمر باتری را بهبود می‌بخشد: تکنولوژی جدیدی در وای فای ۶ وجود دارد که به دستگاه‌ها اجازه می‌دهد برنامه‌ریزی ارتباطات خود با روتر را انجام دهند و به این ترتیب مقدار زمانی که نیاز دارند آنتن خود را روشن نگه دارند تا سیگنال‌ها را ارسال و جستجو کنند کاهش می‌یابد. این به معنای کاهش مصرف باتری است و در نتیجه عمر باتری بهبود می‌یابد.
۲. وای فای ۶ امنیت بهتری فراهم می‌کند: در سال گذشته، Wi-Fi به روز رسانی امنیتی بزرگی با پروتکل امنیتی جدیدی به نام WPA3 در دهه اخیر را شروع کرد. WPA3 یک پروتکل امنیتی است که برای حفاظت از شبکه‌های وای فای ساخته شده‌است. این پروتکل امنیتی جدید توسط WiFi Alliance توسعه داده شده‌است و از ویژگی‌هایی مانند ارتقاء امنیت شبکه، حفاظت از کلمات عبور و محافظت از اطلاعات شخصی استفاده می‌کند.

## امنیت
می‌توان گفت امنیت شبکه بی‌سیم (وای-فای) نسبت به شبکه سیمی پایین‌تر است؛ زیرا:
- بعضی افراد با نحوه صحیح پیکربندی وای-فای آشنایی ندارند و از الگوریتمهای رمزگذاری قدیمی، مانند محرمانگی معادل سیمی(WEP) استفاده می‌کنند. الگوریتم رمزگذاری WEP یکی از ضعیف‌ترین روش‌های رمزگذاری است. این نوع رمزگذاری را نسبت به طول رمز و ترافیک شبکه می‌توان در مدت نسبتاً کوتاهی شکست. برخی از نسخه‌های WPS هم از امنیت خوبی برخوردار نیستند. و نیاز به مخفی کردن پین با برداشتن تیک WPS در تنظیمات مودم است
  - در وای-فای شنود اطلاعات نیاز به سخت‌افزار پیچیده‌ای ندارد و از دور امکان‌پذیر است؛ زیرا سیگنال‌های وای-فای در فضا پخش می‌شوند. یکی از این روش‌های متداول Sniffing است و از معروف‌ترین نرم‌افزارهای تحت ویندوز برای Sniff شبکه، Cain نام دارد. البته شنود در این روش زمانی اجرا خواهد شد که نفوذگر به شبکه بی‌سیم متصل باشد. روش دیگر نیز ساخت یک نقطهٔ دسترسی بی‌سیم جعلی است.
- یکی از روش‌های نفوذ استفاده از دو ابزار تحت ویندوز به نام‌های Donpor و JumpStart و اندروید Andro Donporو WPA WPS TESTER و … می‌باشد که با استفاده از این نرم‌افزارها می‌توان به راحتی و در یک زمان کوتاه شبکه وای فای را هک و به آن نفوذ نمود. در این روش که از یک Bug امنیتی در استاندارد WPS مودم یا AP شما استفاده می‌شود، قادر به یافتن پیچیده‌ترین رمزها در کمتر از یک دقیقه می‌باشد. استاندارد WPS مکانیزم امنیتی شبکه‌های Wi-Fi (وای فای) می‌باشد که جهت سهولت اتصال کاربر به APها و مودم‌های وایرلس مورد استفاده قرار می‌گیرد.
- با استفاده از نرم‌افزار و سخت‌افزارهای مسدودکننده (WIFI jammer)، نفوذگر بدون نیاز به رمز عبور توانایی قطع ارتباط وای-فای را دارد.

## وای-فای مستقیم
تکنولوژی وای-فای مستقیم (به انگلیسی: Wi-Fi direct) نخستین بار در اکتبر سال ۲۰۱۰ رونمایی شد. وای-فای مستقیم یک تکنولوژی بی‌سیم همتا به همتا (به انگلیسی: peer-to-peer) است که به رایانه و گوشی‌های هوشمند این قابلیت را می‌دهد تا بدون داشتن یک شبکه مشترک به هم متصل شوند.